# Lockheed A-12
Il Lockheed A-12 (nome in codice OXCART) era un aereo militare da ricognizione prodotto dalla sezione Skunk Works della Lockheed Corporation per conto dell'Usaf, sulla base dei disegni di Clarence "Kelly" Johnson. Sviluppato tra il 1962 ed il 1964 e operativo dal 1963 al 1968, è considerato il precursore di altri due aeroplani da ricognizione prodotti dalla Lockheed e poi utilizzati dalla USAF, il caccia intercettore YF-12 ed il famoso SR-71 Blackbird. Partecipò a diverse missioni legate all'operazione Black Shield nel corso della guerra in Vietnam, l'ultima delle quali venne effettuata nel maggio del '68 ed il programma A-12 terminò nel giugno dello stesso anno.
Pare sia stato, anche se meno conosciuto, un aereo che ha più volte avuto la capacità di viaggiare a velocità più elevate del successivo SR-71, arrivando a Mach 3.35 contro i 3.2 del famoso ricognitore.

## Storia, sviluppo e caratteristiche

### Produzione

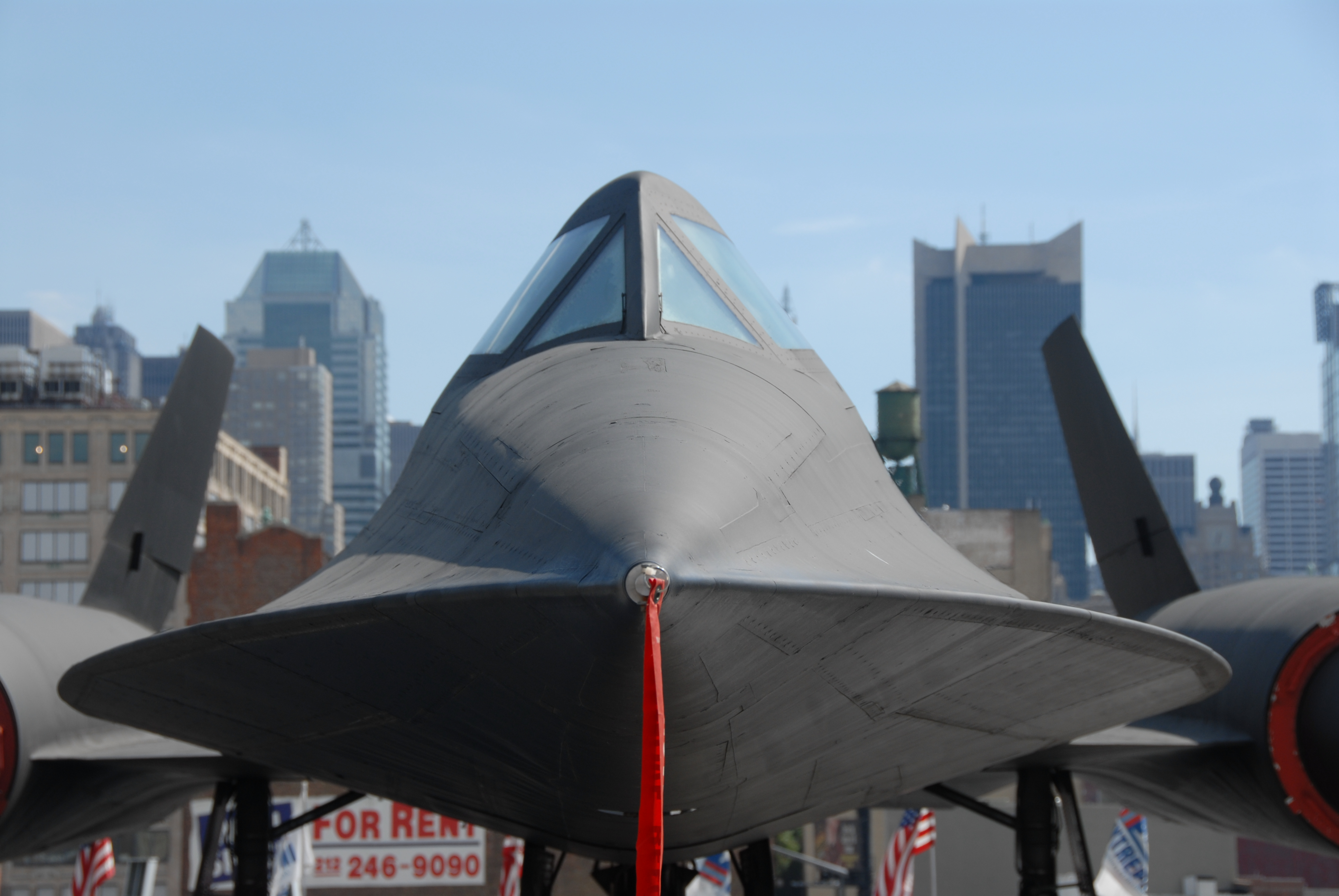
Il muso dell'A-12.

Lo sviluppo dell'A-12 iniziò nei tardi anni cinquanta, a causa della necessità da parte del governo degli Stati Uniti di trovare un successore del Lockheed U-2. Essa crebbe quando un esemplare di questo modello venne abbattuto dalle forze sovietiche nel maggio 1960, infatti, fu proprio in seguito alla cattura del pilota che si scatenò la famosa crisi degli U-2. Il progetto, chiamato Archangel (arcangelo) o più semplicemente Angel (angelo) ebbe quindi inizio e per questo motivo, i vari prototipi degli aerei sviluppati vennero denominati con le sigle A-1, A-2, A-3 e così via. Il dodicesimo fu poi selezionato come definitivo.
Nel 1959, la CIA scelse l'A-12 tra gli aerei da utilizzare in sostituzione dell'U-2 insieme ad un prototipo della Convair chiamato KINGFISH. Il 26 gennaio 1960 ne furono ordinati dodici modelli e, dopo questa selezione, venne avviato un programma speciale per la produzione degli aerei-spia (Black Projects) denominato OXCART.

### I primi test

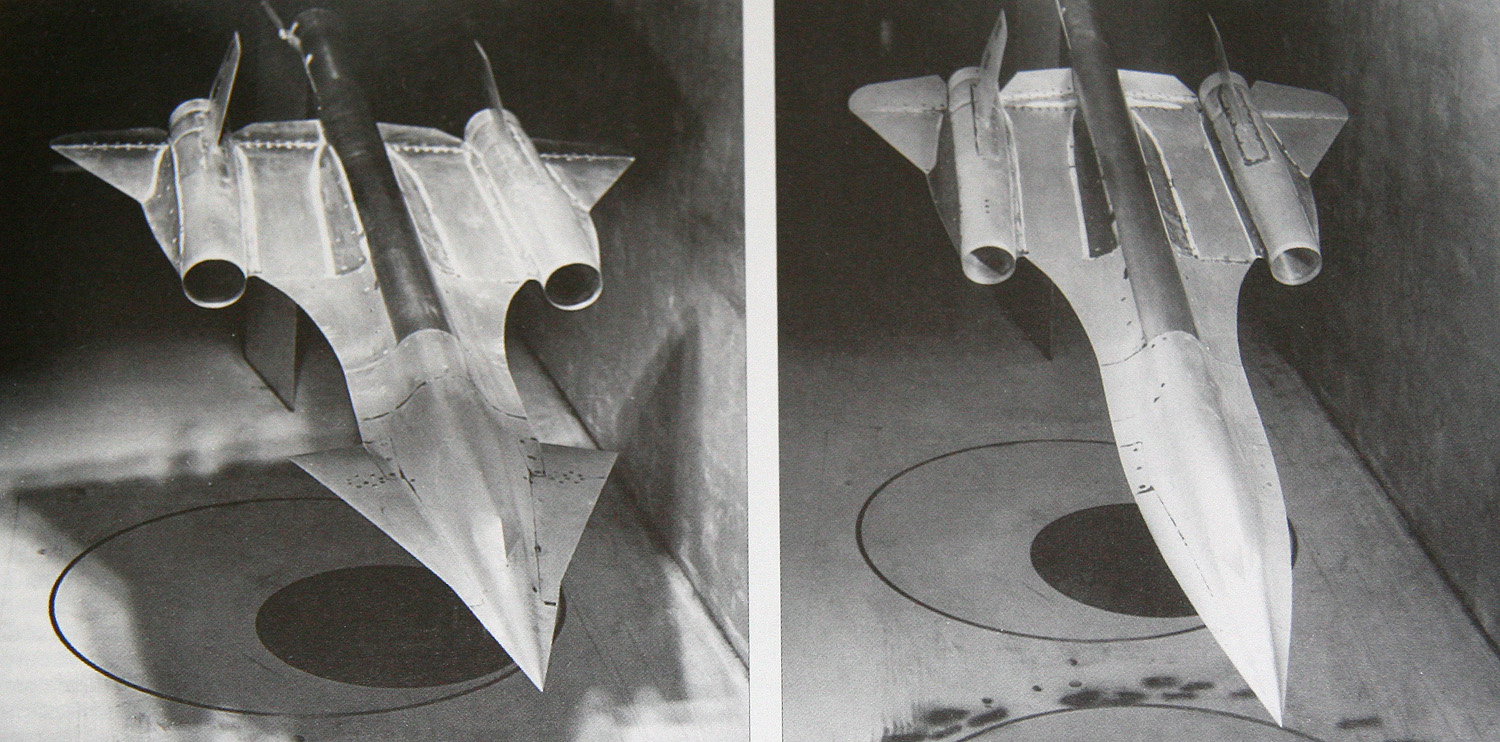
Modellini di alcuni prototipi di A-12 utilizzati in galleria del vento.

Una volta terminata la loro produzione agli stabilimenti della Skunk Works, divisione della Lockheed Corporation con sede a Burbank, California, i dodici esemplari vennero trasportati a Groom Lake, nei pressi della Nellis Air Force Base, dove avvennero i primi test. Il primo volo, pilotato da Louis Schalk, decollò il 26 aprile 1962 anche se ufficialmente, l'A-12 si staccò dalla pista della famosa base solo il 30. Nel corso del suo primo volo a regime supersonico, avvenuto nel maggio dello stesso anno, l'A-12 raggiunse Mach 1.1, nessuno sapeva ancora che in realtà esso avrebbe potuto arrivare a velocità molto più elevate, addirittura oltre Mach 3 ad altezze elevatissime (90.000 piedi).
Inizialmente, i primi cinque aeromobili prodotti viaggiavano grazie ad una spinta di circa 17,000 lbf (pari a circa 76 kN) delle turbine Pratt & Whitney J75, con le quali si poteva sperare di raggiungere Mach 2.

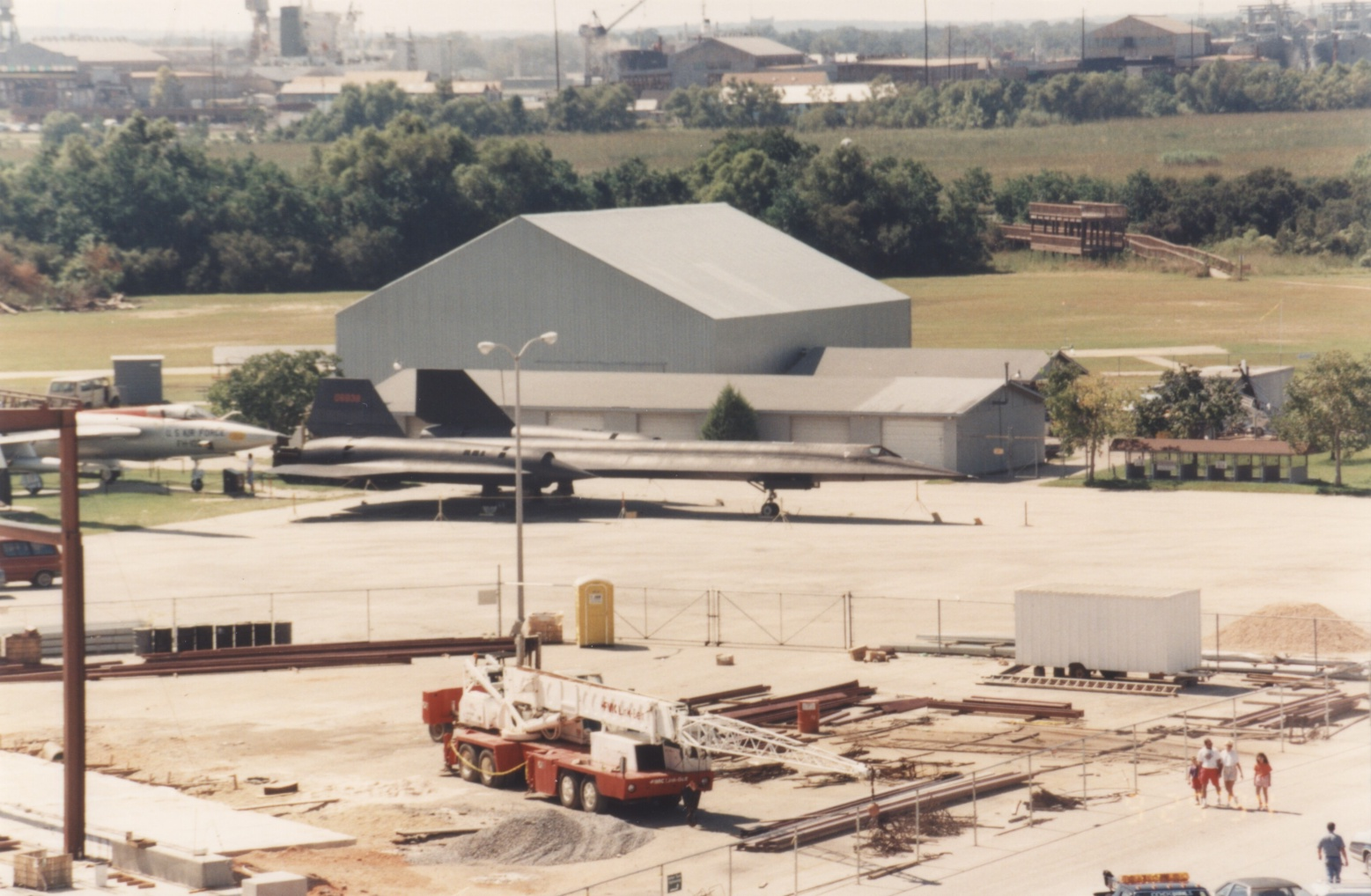
Un esemplare dell'A-12 esposto a Mobile (Alabama) nel 1994.

Il 5 ottobre 1962, la nuova turbina J58, da poco sviluppata, venne montata in sostituzione ad una J75 su un A-12, mentre, all'inizio del '63, per la prima volta un velivolo del programma OXCART effettuò un volo spinto da due J58 toccando la velocità di Mach 3.2, mai raggiunta prima di allora. Sempre nello stesso anno, l'A-12 subì il suo primo incidente, quando nei pressi di Wendover (Utah), il velivolo pilotato da Kenneth S. Collins si schiantò al suolo. Il pilota ne uscì indenne e la CIA insabbiò la cosa dichiarando che l'aereo era in realtà un F-105.
Nel giugno 1964, l'ultimo A-12 prodotto si unì alla flotta a Groom Lake dove essa completò circa 2.850 test di volo.
Nel corso del programma OXCART vennero prodotti 18 aerei militari, tredici A-12, tre YF-12 e due M-21. Un tredicesimo A-12, utilizzato per i voli d'addestramento venne costruito con un'ulteriore cabina di pilotaggio per l'istruttore, e conservò le J75 per l'intera durata della sua carriera. A causa della forma del suo muso venne soprannominato Titanium Goose (oca di titanio), ed è tuttora esposto al California Science Museum di Los Angeles.
Il 28 dicembre 1966 la CIA decise di sospendere il programma degli A-12 a partire dal 1º giugno del 1968. Ciò nonostante, con lo scoppio della guerra in Vietnam, diversi A-12 partirono per Okinawa nel 1967 e verso la fine di maggio di quello stesso anno operarono nel corso di diversi voli di ricognizione nel Vietnam del Nord, dediti soprattutto a scovare postazioni SAM, fino al giugno dell'anno successivo.
Pare che quando gli A-12 furono prossimi alla sostituzione con i nuovi SR-71 Blackbird, la CIA avesse ordinato alla Lockheed di liberarsi di tutte le apparecchiature utilizzate nel corso della loro realizzazione.

## Operatività

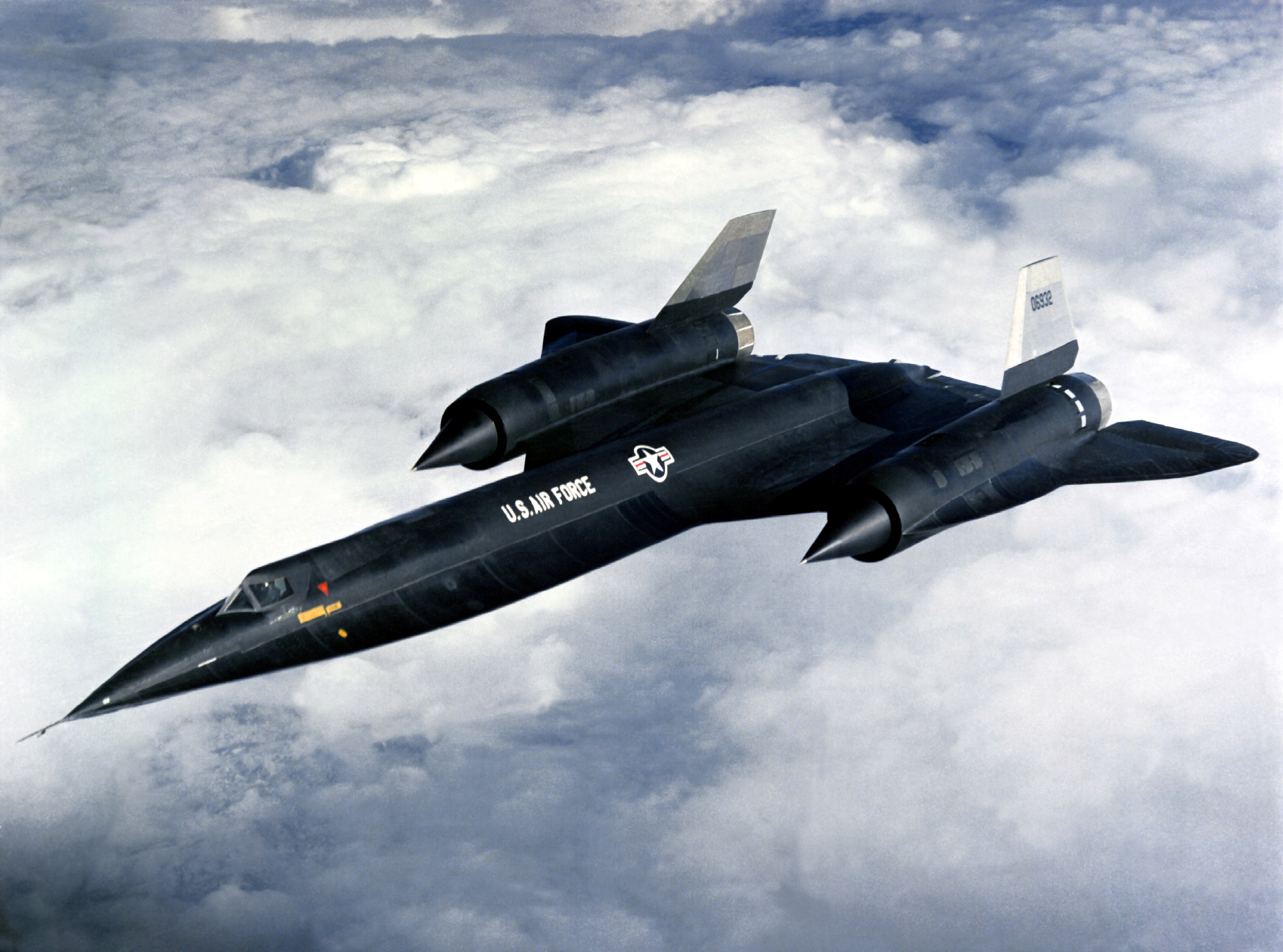
Il Lockheed A-12 60-6932 in volo. Questo esemplare scomparve dai radar senza lasciare traccia poco dopo il suo decollo da Okinawa, il 4 giugno 1968.

La prima operazione militare eseguita dall'A-12 fu la Black Shield (scudo nero) svoltasi nel corso della guerra in Vietnam, tra il 1967 ed il 1968, con base operativa ad Okinawa, in Giappone. Essa, guidata da Mel Vojvodich, consistette nel fotografare delle postazioni SAM nel Vietnam del Nord, da un'altezza di 24.000 m a Mach 3.1. In seguito, partecipò ad altre 21 operazioni militari, sempre nel corso del medesimo conflitto.

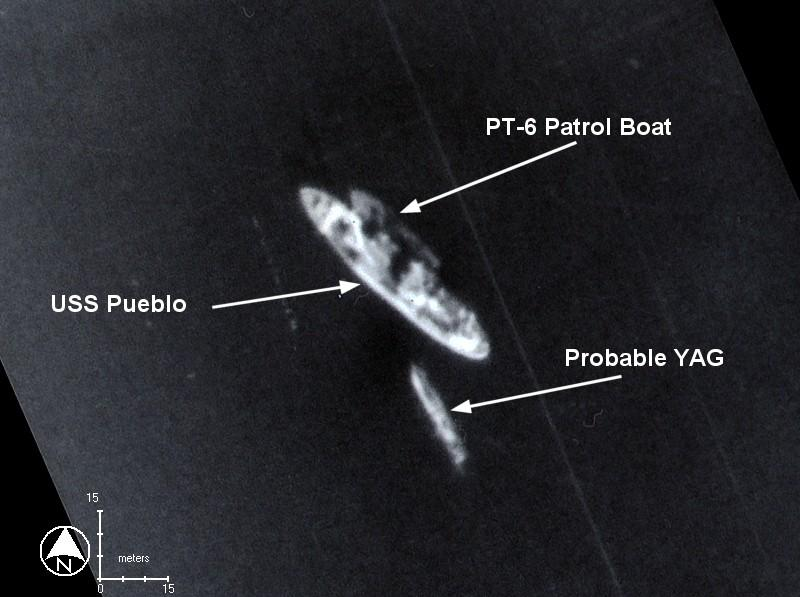
La prima immagine scattata dall'A-12 dell'USS Pueblo poco dopo la sua cattura.

Prestò servizio anche sui cieli Corea del Nord in missioni destinate a tenere d'occhio le armate del paese contro un possibile attacco delle armate nemiche a danno del sud della penisola. Fotografò anche diverse immagini della nave-spia statunitense USS Pueblo, dopo la sua cattura da parte di navi nordcoreane.
L'ultima di esse, svoltasi a partire dall'8 maggio 1968 sui cieli della Corea del Nord segnò la fine della carriera dell'A-12, che fu poi subito sostituito dall'SR-71.
Durante la sua permanenza ad Okinawa, gli A-12 e più tardi gli SR-71 saranno chiamati Habu, dal nome di una vipera velenosa tipica della zona, con la quale gli abitanti delle isole avevano notato una certa somiglianza.
L'ultimo volo ufficiale dell'A-12 fu il suo viaggio di ritorno fino a Palmdale, California, effettuato da Francis Murray il 21 giugno 1968.
Il 26 giugno 1968, il vice ammiraglio Rufus L. Taylor, assegnò la medaglia al valore ai piloti Kenneth Collins, Ronald L. Layton, Francis J. Murray, Dennis B. Sullivan e Mel Vojvodich per la loro partecipazione all'operazione Black Shield. La vedova di Jack W. Weeks, pilota disperso in Viet Nam, accettò la medaglia assegnata al marito. Pare che questi piloti avessero inoltre partecipato ad alcune pericolose missioni di ricognizione sui cieli dell'Unione Sovietica.

### Incidenti

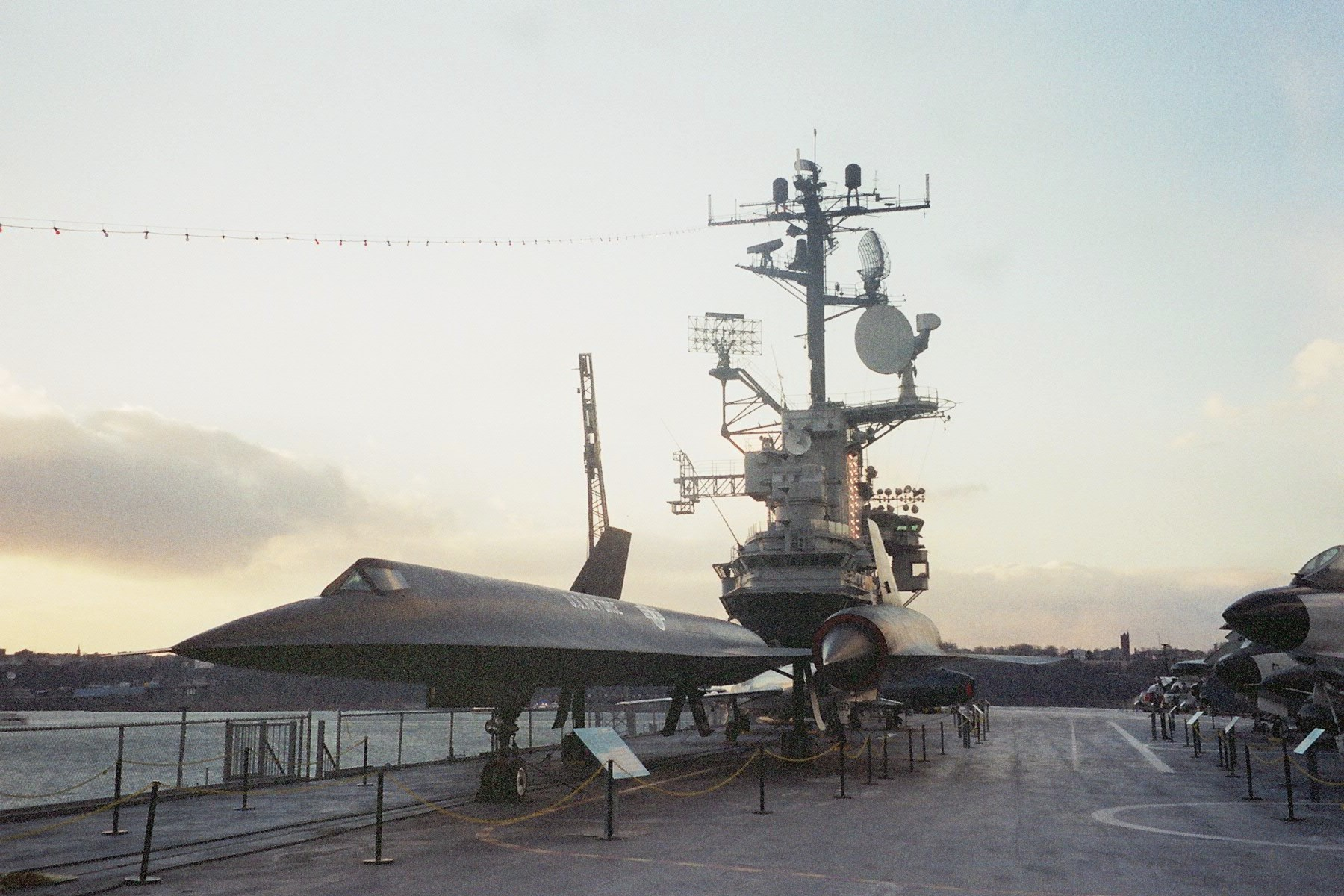
Un'altra immagine dell'A-12 Blackbird, esposto sulla portaerei USS Intrepid, ora sede dell'Intrepid Sea-Air-Space Museum, ormeggiata sulla baia di New York.

L'A-12 subì nel corso della sua carriera quattro diversi incidenti, in uno dei quali il pilota perse la vita. Nel corso degli altri tre, i piloti riuscirono a salvarsi eiettandosi. Un ulteriore esemplare rimase disperso nei pressi di Okinawa, mentre era diretto in Vietnam del Nord, il 5 giugno 1968, pochi giorni dopo la fine del programma. Le cause di questa perdita sono tuttora sconosciute.
Tutti gli altri esemplari rimasero operativi fino alla fine del programma, avvenuta il 1º giugno 1968.

### Il ritiro
Circa un decennio era passato dal concepimento del programma OXCART alle prime operazioni dell'A-12. Esso era stato chiuso ufficialmente il 26 dicembre 1966 a causa degli elevati costi di manutenzione del ricognitore, ancora prima che quest'ultimo avesse iniziato a servire la USAF, nel 1967. L'SR-71 fu inoltre scelto al posto dell'A-12 grazie alla sua nuova strumentazione avanzata che avrebbe reso non più necessario entrare nello spazio aereo nemico.
Gli A-12 rimasti vennero quindi conservati a Palmdale per circa 20 anni. Dopodiché essi furono inviati a vari musei negli Stati Uniti eccetto uno, il 60-6924, che rimase nella cittadina californiana. Il 20 gennaio 2007, malgrado le proteste degli abitanti della città, l'A-12 60-6931 esposto a Minneapolis, Minnesota, è stato spostato al quartier generale della CIA a Langley (Virginia) dove è stato smantellato.

## Esemplari
| Numero di serie | Modello | Dove si trova o fato |
| --------------- | ------- | --- |
| 60-6924         | A-12    | Il primo A-12 a volare (The Article), è conservato all'Air Force Plant 42, a Palmdale (California).                                             |
| 60-6925         | A-12    | Intrepid Sea-Air-Space Museum, parcheggiato sul ponte di volo della portaerei USS Intrepid a New York.                                          |
| 60-6926         | A-12    | Distrutto nel corso del primo incidente dell'A-12 a Wendover (Utah), il 24 maggio 1963.                                                         |
| 60-6927         | A-12    | Unico esemplare costruito a due posti per l'addestramento dei piloti, il Titanium Goose, è esposto al California Science Center di Los Angeles. |
| 60-6928         | A-12    | Distrutto in un incidente il 5 gennaio 1967. |
| 60-6929         | A-12    | Distrutto in un incidente il 28 dicembre 1967.                                                                                                  |
| 60-6930         | A-12    | United States Space & Rocket Center, Huntsville (Alabama).                                                                                      |
| 60-6931         | A-12    | Quartier generale della CIA a Langley (Virginia).                                                                                               |
| 60-6932         | A-12    | Disperso poco dopo il decollo da Okinawa il 5 giugno 1968.                                                                                      |
| 60-6933         | A-12    | San Diego Aerospace Museum, Balboa Park, San Diego (California).                                                                                |
| 60-6937         | A-12    | Southern Museum of Flight, Birmingham (Alabama).                                                                                                |
| 60-6938         | A-12    | Battleship Memorial Park (USS Alabama), Mobile (Alabama).                                                                                       |
| 60-6939         | A-12    | Distrutto in un incidente il 9 luglio 1964. |
| 60-6940         | M-21    | Museum of Flight, Seattle. |
| 60-6941         | M-21    | Distrutto in un incidente il 30 luglio 1966. |

## Utilizzatori
Stati Uniti
- United States Air Force
- Central Intelligence Agency

## Varianti

### Lockheed YF-12

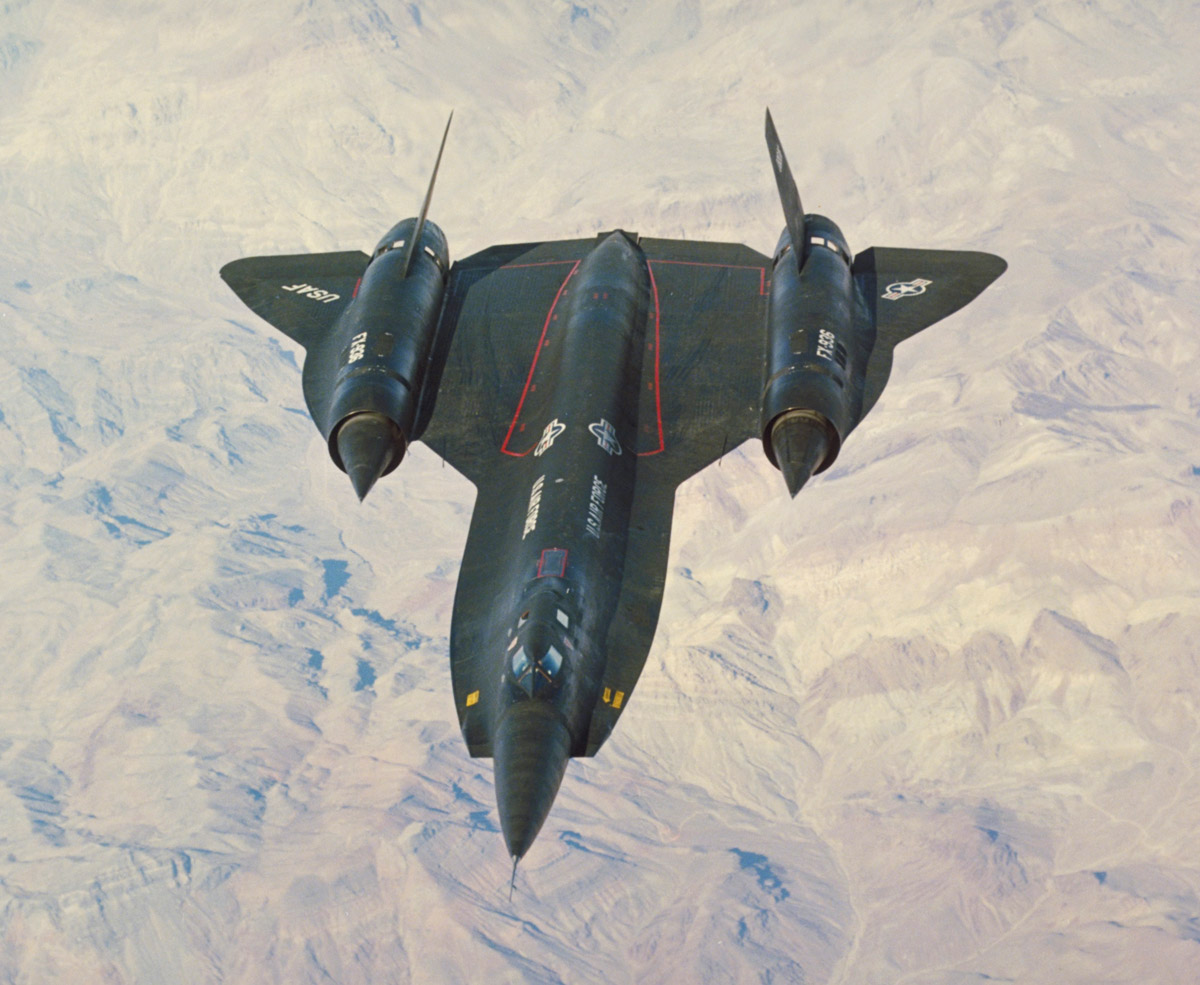
L'YF-12A in volo.

L'YF-12 era un caccia intercettore, una variante dell'A-12 a produzione limitata che volò per la prima volta nel 1962. La Lockheed aveva infatti convinto la USAF del fatto che un aereo da ricognizione basato sull'A-12 avrebbe comportato costi minori rispetto al North American XF-108 (il cui programma era stato da poco cancellato) fin da quando l'esercito aveva stanziato dei fondi per la produzione dell'ambizioso progetto. L'undicesimo ed il dodicesimo posto della coda di produzione del programma OXCART furono destinati quindi a due esemplari del caccia, che fu completato col nome di YF-12A ed inviato a Groom Lake.
Oltre ad essere stato l'unico dei velivoli OXCART armato, vennero aggiunti un radar per il controllo dei missili lanciati nel muso dell'aereo e una seconda cabina per un ulteriore membro dell'equipaggio. Queste modifiche influenzarono molto l'aerodinamicità del velivolo, tanto da richiedere la presenza di alette ventrali sotto la fusoliera e gondole per motori in modo da mantenere la stabilità. L'equipaggiamento da ricognizione dell'A-12 era scomparso per far posto ai missili.
Durante uno dei test sui caccia, uno degli YF-12A raggiunse la velocità di 3 331,505 km/h, ad un'altezza di 24 462,6 metri. Anche i lanci dei missili si svolsero senza inconvenienti.
Nonostante i grandi risultati riconosciuti anche dalla USAF, che ne ordinò appunto diversi esemplari, il programma venne interrotto a causa del costo troppo elevato per degli aerei che, anche rispetto ai migliori bombardieri sovietici, erano troppo veloci. Diveniva quindi inutile mantenere aerei fin troppo veloci coi relativi costi quando si poteva benissimo utilizzarne di più lenti ma comunque più veloci e potenti dei caccia russi. I due esemplari rimasti (uno era stato distrutto nel corso di un incidente), vennero lasciati alla NASA, che li utilizzò nel corso dei suoi esperimenti.

### L'M-21 e il drone D-21

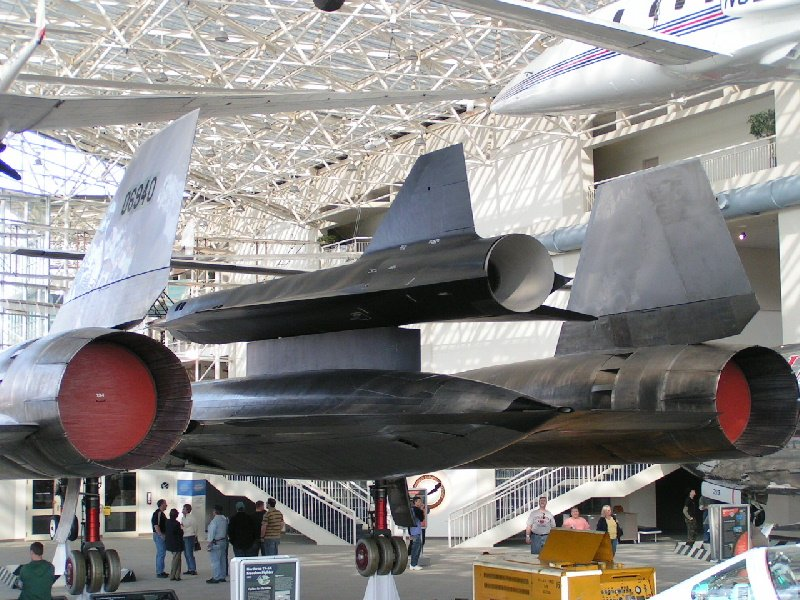
Il drone D-21 posizionato sul Lockheed M-21.

La seconda variante dell'A-12 all'interno del programma OXCART era stato il Lockheed M-21, di cui si produssero solamente due esemplari, destinati ad essere utilizzati per il lancio del drone D-21, un velivolo UAV da ricognizione. Il progetto dell'aereo (inizialmente denominato Q-12), facente parte dell'OXCART e finanziato dai fondi dei Black Projects, nacque dalla necessità di effettuare missioni di ricognizione in territori particolarmente difesi e nei quali l'abbattimento di un normale aereo sarebbe stato molto probabile.
Gli A-12 scelti (il 60-6940 ed il 60-6941), furono pesantemente modificati per poter controllare il lancio del drone. Fu sistemato, al centro della fusoliera e tra i piani di coda, un pilone di sostegno del drone, puntato leggermente verso l'alto, e venne aggiunto un posto a sedere per l'addetto al lancio del D-21, l'LCO (Launch Control Operator/Officer, lett. Operatore per il controllo del lancio, il navigatore del drone). Una volta lanciato, il drone avrebbe attraversato il territorio nemico in solitaria fino a raggiungere un'area amica e precipitare autodistruggendosi. Poco prima di precipitare avrebbe sganciato con un paracadute i dati fotografici raccolti durante la missione. Tali dati sarebbero dovuti essere presi in volo da un Lockheed C-130 Hercules.
Tuttavia, data l'alta pericolosità dei test (nel corso del quarto ed ultimo lancio il navigatore LCO morì in quanto al momento della sua partenza il D-21 finì con lo schiantarsi contro l'M-21), l'alta percentuale di insuccessi e gli alti costi che comportò, anche questo programma fu da lì a poco abbandonato.
I D-21 rimasti furono ridisegnati come GTD-21B e sistemati in un magazzino presso la Davis-Monthan Air Force Base, nei pressi di Tucson. In seguito, quattro esemplari vennero consegnati alla NASA, che pensò di utilizzarli per lo sviluppo di un sistema di propulsione. Alla fine l'agenzia spaziale preferì ripiegare su una versione del famoso X-43, che raggiungerà in seguito la velocità ipersonica di Mach 7. Gli altri D-21 rimasti furono ceduti a musei e tuttora ne esistono ancora otto esemplari.